# Åssejaure
Åssejaure är en sjö i Arvidsjaurs kommun i Lappland och ingår i Byskeälvens huvudavrinningsområde. Sjön har en area på 0,195 kvadratkilometer och ligger 524 meter över havet.

## Delavrinningsområde
Åssejaure ingår i det delavrinningsområde (731106-162204) som SMHI kallar för Mynnar i Allejaure. Medelhöjden är 539 meter över havet och ytan är 22,55 kvadratkilometer. Det finns inga avrinningsområden uppströms utan avrinningsområdet är högsta punkten. Harrejåkkå som avvattnar avrinningsområdet har biflödesordning 3, vilket innebär att vattnet flödar genom totalt 3 vattendrag innan det når havet efter 207 kilometer. Avrinningsområdet består mestadels av skog (50 procent) och sankmarker (48 procent). Avrinningsområdet har 0,3 kvadratkilometer vattenytor vilket ger det en sjöprocent på 1,3 procent.